# French Dressing
Pour l’article homonyme, voir French Dressing (film, 1927).
Pour plus de détails, voir Fiche technique et Distribution.
French Dressing est une comédie britannique réalisée par Ken Russell et sortie en 1964. C'est le premier long métrage de son réalisateur.

## Synopsis
Jim Stephens, plagiste dans la station balnéaire anglaise de Gormleigh-on-Sea, est soudain promu agent publicitaire. Afin de susciter l'intérêt pour la ville, il organise un festival de cinéma et invite une grande vedette du cinéma français. Après avoir tenté en vain de faire venir Brigitte Bardot, Jim fait le voyage à Boulogne-sur-Mer pour inviter Françoise Fayol, l'actrice principale d'un film de la Nouvelle Vague intitulé Les Trottoirs de Boulogne. À Gormleigh-on-Sea , l'événement devient rapidement assez chaotique du fait des machinations ourdies par les maires jaloux de villages environnants de Westbourne et Bridgemouth.

## Fiche technique
- Titre original  : French Dressing[1]
- Réalisateur : Ken Russell
- Scénario : Peter Myers, Ronald Cass, Peter Brett, Johnny Speight
- Photographie : Kenneth Higgins (en)
- Montage : Jack Slade
- Musique : Georges Delerue
- Production : Kenneth Harper (en)
- Sociétés de production : Associated British Picture Corporation (ABPC), Kenneth Harper Production
- Société de distribution : Warner-Pathé Distributors
- Pays de production :  Royaume-Uni
- Langue originale : anglais
- Format : Noir et blanc - 2,35:1 - Son mono - 35 mm
- Durée : 86 minutes
- Genre : Comédie
- Dates de sortie :
  - Royaume-Uni : 10 avril 1964

## Distribution
- James Booth : Jim Stephens
- Marisa Mell : Françoise Fayol, la vedette française
- Roy Kinnear : Henry Liggott
- Alita Naughton : Judy
- Bryan Pringle (en) : le maire de Gormleigh
- Sándor Éles (hu) : Vladek
- Robert Robinson (en) : lui-même (présentant le festival du film).
- Norman Pitt : le maire de Westbourne
- Henry McCarty : le maire de Bridgemouth
- Lucille Soong : la starlette française
- Germaine Delbat : une française

## Production
Le tournage débute en mai 1963 aux studios d'Elstree et en extérieur à Herne Bay ainsi que quelques scènes à Boulogne-sur-Mer.

## Exploitation
Le film est un échec public et critique. Russell a déclaré plus tard qu'il pensait que le film « s'est malheureusement avéré avoir une saveur un peu trop gauloise pour les goûts anglais ». Russell a admis à un moment donné avoir comparé le film aux Vacances de Monsieur Hulot (1953). « Quelle arrogance ! Rêvez, M. le réalisateur, rêvez. La seule touche vraiment française de votre film raté est venue de Georges Delerue. Sans aucun doute, cette bande sonore étincelante - la première de Georges en dehors de sa France natale - est la seule chose à sauver du film ».